# Artificial Selection
Artificial Selection è l'ottavo album in studio del gruppo musicale statunitense Dance Gavin Dance, pubblicato nel 2018.

## Tracce
1. Son of Robot – 3:58
2. Midnight Crusade – 3:29
3. Suspended in This Disaster – 3:19
4. Care – 4:25
5. Count Bassy – 4:05
6. Flash – 3:07
7. The Rattler – 3:22
8. Shelf Life (featuring Kurt Travis) – 3:08
9. Slouch – 3:10
10. Story of My Bros – 3:14
11. Hair Song – 3:03
12. Gospel Burnout – 4:08
13. Bloodsucker – 4:19
14. Evaporate (featuring Andrew Wells) – 4:57

## Formazione
- Tilian Pearson – voce
- Jon Mess – voce
- Will Swan – chitarra
- Tim Feerick – basso
- Matthew Mingus – batteria, percussioni